# 塩谷茂樹
塩谷 茂樹（しおたに しげき、1960年1月11日 - ）は、日本のモンゴル学者。専門はモンゴル語学（形態論、語彙論）、モンゴル口承文芸（ことわざ、民話）。大阪大学大学院人文学研究科教授を経て、現在、大阪大学名誉教授（人文学研究科）。

## 経歴
（出典：）
- 1985年3月 - 大阪外国語大学、外国語学部モンゴル語学科卒業
- 1980年10月 - モンゴル人民共和国、モンゴル国立大学留学（～1982年12月）
- 1988年3月 - 京都大学、大学院文学研究科言語学専攻、修士課程修了
- 1991年3月 - 京都大学、大学院文学研究科言語学専攻、博士後期課程単位取得退学
- 1992年4月 - 日本学術振興会特別研究員（～1994年3月）
- 1995年4月 - 大阪外国語大学、地域文化学科アジア I 講座、講師
- 1997年1月 - 大阪外国語大学、地域文化学科アジア I 講座、助教授
- 2007年10月 - 大阪大学、世界言語研究センター、准教授（大阪大学との統合による）
- 2009年4月 - 大阪大学、世界言語研究センター、教授
- 2012年4月 - 大阪大学、言語文化研究科、教授
- 2022年4月 - 大阪大学、人文学研究科、教授（～2025年3月）
- 2025年4月 - 大阪大学、人文学研究科、名誉教授（～現在に至る）

## 受賞歴
- モンゴル国政府国家勲章「科学上級研究員」章、モンゴル国教育科学大臣、オラーンバータル（2023年9月15日）[3][4][5]

## 国内で師事した恩師たち
塩谷茂樹は1978年4月に大阪外国語大学モンゴル語学科に入学し、モンゴル文字とモンゴル文学を荒井伸一に、モンゴル語学とモンゴル言語学を橋本勝に師事したほか、モンゴル語キリル文字正書法の基礎を、大阪外国語大学初代モンゴル語教授の棈松源一に師事し、棈松の最後の教え子となった。
大阪外国語大学3年次に在籍中の1980年10月から1982年12月まで、モンゴル政府による奨学生として2年2か月、当時モンゴル人民共和国のモンゴル国立大学に留学した後、1986年4月から1991年3月までの5年間、京都大学大学院文学研究科言語学専攻、修士・博士課程に在籍し、東洋言語学、西夏語の大家である西田龍雄に師事し、言語学の基礎を学び、研究者としての道を歩み出した。
1985年3月、大阪外国語大学モンゴル語学科を卒業してから、ちょうど10年目の1995年4月、母校にモンゴル語学科の専任講師として就職し、現在に至っている。

## エピソード
大阪外国語大学に在籍中は、男性合唱グリークラブに所属し、日夜『黒人霊歌』を歌う傍ら、通学には大阪外大間谷キャンパスと阪急北千里駅間（モンゴル留学前は、阪急千里山駅近くに1年余り下宿していた）を、毎日片道15分（バスでは所要時間25分）、往復30分で力走して通うなど、文化部と運動部の中間的存在として、モンゴル留学時には、グリークラブ部員の寄せ書きとして「走るモンゴル機関車」との異名を取った。
モンゴル滞在時の1980年秋から翌1981年春にかけての留学当初は、モンゴルでの南京虫（正式名トコジラミ、モンゴル語ビャサー）との闘いの日々は強烈であったと塩谷は述懐している。就寝時に足を何か所も噛まれ赤くはれ上がることもしばしばあったほか、学生寮の同室のモンゴル人には「おまえの血がおいしいからだろ」とか「日本人の血が珍しいからだろ」と一笑に付されるのにもひたすら耐え続け、さらにはモンゴル人の推奨する南京虫の民間対処療法（1．ベッドを壁から離す、2．アルツ《杜松、ねず》を焚く、3.　羊の生肉をベッドの下に置くなど）を試すもほぼ効果は得られず、南京虫による夜毎の急襲は、塩谷の当時の学業に多大な影響を及ぼしたようだ。同時期に1年間、日本語教授のためモンゴルに滞在した塩谷の恩師、荒井伸一も、憎き天敵、南京虫との夜毎の葛藤は、必然的に睡眠不足につながり、日中の職務にも大いに支障が生じたという。荒井は試行錯誤を繰り返した結果、ついに南京虫最終攻略法を見出し、その方法が何と前夜につかまえた南京虫を5，6匹生きたまま柱にセロテープで貼りつけ、それらを怨念を込めて、灼熱の電気コンロの上で一匹ずつ柱から剥がしながら、じゅっと焼き殺すというまさに原始的な手法だったという。「塩谷君！ ちょっとこっちへ来て見て。ついに南京虫攻略法を見つけたんだ。やっと仇を取ったぞ」と言った時の、つきものが落ちたかのような荒井のすがすがしい満面の笑みは、一生忘れられないと塩谷は回想している。

## 座右の銘
モンゴル語のことわざより、以下の2つである。
Санаж явбал бүтдэг, Сажилж явбал хүрдэг
(Sanaj yawbal bütdeg, Sajilj yawbal khürdeg)
「思って行けば実現する、ゆっくり行けば到着する」
－日本語の「志ある者は事竟（つい）に成る」、「有志竟成（ゆうしきょうせい）」に相当する。
Эдээр биеэ чимэхээр Эрдмээр биеэ чим
(Edeer biyee chimekheer Erdmeer biyee chim)
「物で自らを飾るよりも学で自らを飾れ」
－日本語の「学問は一生の宝」に相当する。
上記の2つは、塩谷が大阪大学外国語学部のモンゴル語や、豊中キャンパスの共通教育等の授業の中で、学生たちに必ず紹介することわざとして知られている。

## 社会活動（講演）
- 「モンゴルの異文化を口承文芸から一緒に学びましょう」、西宮市宮水学園・教養講座6月講演会、於西宮市民会館アミティ・ベイコムホール（2024年6月27日）
- 「モンゴルとことわざ－モンゴル的特徴と文化の違い 」、大阪大学外国語学部主催 みのお市民活動センター協力「マンスリー多文化サロン」5月講演会、於大阪大学箕面キャンパス１F大講義室（2024年5月16日）
- 「民和土族語の述語形式に関する基礎研究－モンゴル語族における位置付けと主観・客観形式の弁別」、モンゴル国言語政策国民評議会主催「モンゴル語と文字の遺産 第3回連続公開講義」、オラーンバータル（2024年3月22日）
- 「現代モンゴル語における人名の呼称法を日本語と比較して」、モンゴル国立大学科学院モンゴル語・言語学研究室主催、連続公開セミナー、オラーンバータル（2024年3月14日）
- 「民和土族語における若干の飲食物名の音声・意味変化について」、モンゴル科学アカデミー言語文学研究所主催「研究者の新見解－新研究 第8回連続公開セミナー」、オラーンバータル（2024年3月13日）
- 「日本の大阪大学におけるモンゴル語教育100年」、モンゴル国立大学 アジア学科日本語専攻主催、オラーンバータル（2023年9月18日）
- 「モンゴル語研究の緊急問題」、国際識字デー 言語政策国民評議会主催、オラーンバータル（2023年9月8日）
- 「大阪外国語大学・大阪大学外国語学部モンゴル語教育100年史、私とモンゴル語」、 於モンゴル科学アカデミー言語文学研究所、オラーンバータル（2023年3月20日）
- 「ことわざより見られるモンゴルの文化」、阪大外国語学部×みのお市民活動センター主催 「マンスリー多文化サロン」 11月講演会、於みのお市民活動センター（2019年11月21日）
- 「モンゴルの民話からいいつたえまで」、大阪大学外国語学部 連携講座、於NHK文化センター梅田教室（2014年4月5日）
- 「ことわざより見るモンゴルのことばと文化」、石川モンゴル友好女性の会 大学婦人協会金沢支部主催、於石川国際交流サロン（2005年6月4日）

## モンゴル語学習のための参考図書
- モンゴル語を学習するための映像サイト（塩谷茂樹監修 大阪大学制作）
  - 「高度外国語教育独習コンテンツ」→「モンゴル語」をクリック
  - モンゴル人の子供から大人までの生きたモンゴル語を聞くことができる。
- モンゴル語を学習するためのテキスト
  - (1) 塩谷茂樹共著『初級モンゴル語』[8]（2001）大学書林
  - (2) 塩谷茂樹共著『初級モンゴル語練習問題集』[9]（2011）大学書林
  - (3) 塩谷茂樹共著『モンゴル語ことわざ用法辞典』[10]（2006）大学書林

上記3冊は、大阪大学外国語学部モンゴル語専攻1、2年生の授業の指定教科書であり、3冊併用して授業で使用されている。モンゴル語の基礎学習には不可欠である。
- モンゴルの文化理解を深めるための参考書
  - (1) 塩谷茂樹共著『エルヒー・メルゲンと七つの太陽 モンゴルのいいつたえ集』[11]（2012）春風社 日本図書館協会選定図書
    - 大阪大学外国語学部モンゴル語専攻3，4年の文学の授業の教科書であり、モンゴルに古くから伝わる民話のほか、モンゴル人特有のジェスチャー、タブー、いいつたえ等が書かれており、モンゴルの文化を理解するための書籍である。

  - (2) 塩谷茂樹編訳著『モンゴルのことばとなぜなぜ話』[12]（2014）大阪大学出版会　日本図書館協会選定図書　 
    - モンゴルに古くから伝わる「なぜなぜ話」（なぜ～は…なの？）を32話、翻訳編集したもので、後半は「モンゴルのことば」と題し、文字、言葉の決まりと特徴、会話と単語、モンゴル語の仲間等を、一般の人にわかりやすく説明したものである。これは、大阪大学全学共通教育科目の授業の教科書である。

## 著書
（出典：）
1. 『モンゴル語オノマトペ用法辞典』, 大学書林, 978-4-475-01903-3, 2023年8月[13]
2. 『土族語文法』[14]，東京外国語大学アジア・アフリカ言語文化研究所， 978-4-86337-294-8， 2019年3月
3. 『モンゴルのことばとなぜなぜ話』[12]，大阪大学出版会，978-4-87259-483-6，2014年10月
4. 『エルヒー・メルゲンと七つの太陽　モンゴルのいいつたえ集』[11],  春風社，978-4-86110-338-4，2012年12月
5. 『初級モンゴル語練習問題集』[9]，大学書林，978-4-475-01889-0，2011年8月
6. 『大阪大学世界言語研究センター　世界の言語シリーズ3　モンゴル語』[15]，大阪大学出版会，978-4-87259-327-3，2011年3月
7. 『モンゴル語ハルハ方言における派生接尾辞の研究＜改訂版＞』，978-4-9904936-0-8，2009年11月
8. 『モンゴル語文法問題集－初級・中級編－（平成21年度言語研修モンゴル語研修テキスト1）』[16]，東京外国語大学アジア・アフリカ言語文化研究所，978-4-86337-039-5，2009年10月
9. 『モンゴル語ハルハ方言における派生接尾辞の研究』，大阪外国語大学学術研究双書[17]， 4-900588-35-0，2007年3月
10. 『モンゴル語ことわざ用法辞典』[10]，大学書林，4-475-01873-0，2006年2月
11. 『モンゴル語形態論及び語彙論研究』[18]，インタープレス, オラーンバータル，99929-2-185-4，2004年9月
12. 『モンゴル語日本語ことわざ比較研究』[19]，大阪外国語大学学術研究双書，4-900588-33-4，2004年2月
13. 『初級モンゴル語』[8]，大学書林，4-475-01851-x，2001年6月
14. 『草原の国のむかし話－モンゴル－』[20]，能登印刷出版部， 4-89010-245-0，1995年6月
15. 『モンゴル語会話・読解（モンゴル語研修テキスト2）』[21]，東京外国語大学アジア・アフリカ言語文化研究所，1993年7月

## 学術論文その他
（出典：）
1. 「現代モンゴル語における人名の呼称法を日本語と比較して」, “モンゴルの平和と歴史的経験” をテーマとする国際モンゴル学者第12回大会研究発表論集, Vol.2, 295-303, 2025年1月
2. 「モンゴル語の алим “リンゴ”という単語の起源について－音声・形態・意味及び言語分布からの通時的研究」, Altaica, Vol.20, 131-140, 2025年1月
3. 「季刊誌『生産と技術』が取り持った85年ぶりの運命的な出会い」，生産と技術，第77巻 第1号，120-124，2025年1月
4. 「J. ロブサンドルジ先生に捧ぐ」, モンゴル研究の “黄金のつなぎ縄”（学者ジュグデル・ロブサンドルジ先生生誕85周年）, 168-171, 2024年8月
5. 「民和土族語の動詞*ki-の歴史的変遷を現代モンゴル語と比較して」, モンゴル研究, Vol.47, 597, 247-257, 2024年7月
6. 「現代モンゴル語における人名の呼称法－言語的特徴、呼称規則及び接尾辞に言及して－」, 言語文学研究,Vol.16, 48, 132-142, 2024年5月
7. 「民和土族語における若干の飲食物名の音声・意味変化について」, 外国語教育のフロンティア, Vol. 7, 11-27, 2024年3月
8. 「大阪でのモンゴル語教育100年の歴史を振り返って」，生産と技術，第76巻 第1号，104-107，2024年1月
9. 「民和土族語の派生接尾辞の研究」，外国語教育のフロンティア，Vol.6，21-38，2023 年3月
10. 「民和土族語の通時的子音変化について」，モンゴル語文研究の発展と傾向（国際学術会議論集），146-157，モンゴル科学アカデミー言語文学研究所，2023年1月
11. 「書評：海老澤哲雄著 『十三世紀東西交流史研究』 開文社出版」，図書新聞，No. 3555，2022年8月
12. 「民和土族語の述語形式に関する初歩的研究 ―モンゴル語族内の位置づけと主観・客観形式の弁別をめぐって―」，言語文化研究，Vol. 48， 229-248，2022年3月
13. 「橋本勝先生秋の叙勲受章とモンゴル語専攻創立100周年に寄せて」，朔風第10号，4-6，2022年2月
14. 「書評：島村一平著 『ヒップホップ・モンゴリア 韻がつむぐ人類学』 青土社」，週刊読書人，No. 3393，2021年6月
15. 「大阪外国語大学・大阪大学外国語学部100年史 写真で振り返る100年 モンゴル語」，大阪外国語大学創立100周年記念事業委員会，p. 85-92，2021年5月
16. 「書評：ボルジギン・フスレ編著 『改訂版 ユーラシア草原を生きるモンゴル英雄叙事詩』 三元社」，図書新聞，No. 3426，2019年12月
17. 「民和土族語の通時的母音変化について」，言語文学研究，Vol. 12，44，98-106，2019年11月
18. 「モンゴル語族における出動名詞接尾辞*-gur² について」， Acta Mongolica，vol 16 (426) 32-39，2015年10月
19. 「モンゴル語の内臓を表す若干の語彙に見られる意味のシンボリズム－特に慣用句及び派生語に言及して－」，日本モンゴル学会紀要，38, 51-64，2008年2月
20. 「モンゴルラテン文字の使用，Ｅ．プレブジャブ（塩谷茂樹訳）」，モンゴル研究論文集， 55-64，2006年7月
21. 「モンゴル語の出動名詞接尾辞 -mqai (-mgai, -mtgai) の起源に関して－特に満洲・ツングース諸語と比較して」，国際モンゴル学会紀要，34, 35, 82-93，2005年4月
22. 「モンゴル語族における《習慣》や《傾向》を表す出動名詞接尾辞について」，大阪外国語大学論集，31, 115-144，2005年3月
23. 「モンゴル語の《鞭》を表す語の起源について」，国際モンゴル学会紀要，33, 114-127，2004年4月
24. 「モンゴル語の《熊》と《子熊》を表す語の起源について」，日本モンゴル学会紀要，34, 13-29，2004年2月
25. 「蒙古文語及び中国領内の満洲・ツングース諸語における対応する接尾辞について」，大阪外国語大学論集，30, 109-148，2004年2月
26. 「モンゴル語ハルハ方言と内モンゴル中部方言における若干の常用語彙比較について」，大阪外国語大学論集，29, 165-173，2003年9月
27. 「モンゴル語における 《ふいご》, 《橋》, 《馬乳酒の革袋》 及び 《嗅ぎタバコ入れ》を表す語の起源について」， Mongolica，11（32）、277-281，2001年10月
28. 「モンゴル語族における《明日》を表す語の形態及び意味変化について」，蒙古語文，6, 27-32，2001年6月
29. 「モンゴル語の舌慣らし言葉，Ｅ．プレブジャブ（塩谷茂樹訳）」，日本モンゴル学会紀要，30, 73-88，2000年2月
30. 「中国領内の蒙古語族系少数民族に伝わる民話」，日本とモンゴル，93, 72-99，1996年9月
31. 「モンゴルの絵本－モンゴル国と日本における現状と問題点」，日本児童文学，42, 106-107，1996年4月
32. 「モンゴル語における《瞼》と《眉》を表す語の意味変化について－特にその語構造に言及して」， Mongolica，6(27), 108-117，1995年10月
33. 「中国領内の蒙古系孤立的諸言語に伝わる民話・動物編」，日本とモンゴル，88, 30-60，1994年3月
34. 「中国領内の蒙古系孤立的諸言語における接尾辞一覧・蒙古文語索引」，日本モンゴル学会紀要，23, 165-199，1993年3月
35. 「『蒙古秘史』 動詞対uderi- /uderid- に見える末尾の-d-の解釈をめぐって」，言語学研究，10, 23-61，1991年12月
36. 「ダグール語ハイラル方言の口語資料－テキストと註釈」，日本モンゴル学会紀要，21, 47-95，1991年3月
37. 「蒙古語におけるdeverbal verbal suffix -s- について」，言語学研究，8, 53-84，1989年12月

## 報道
（出典：）
1. “ゲストアワー：大阪大学教授、モンゴル学者 塩谷茂樹”, モンゴル・イーグルラジオ, 2023年9月
2. “塩谷茂樹　モンゴル人はプラス思考、日本人はややマイナス思考”，モンゴル週刊新聞「オープン・ドア」, No.34 (115) , p.1 pp.3-5，2016年9月
3. “塩谷茂樹　私はモンゴルのことわざで授業を始め、また授業を終える”，モンゴル日刊新聞「ウヌードゥル」, No.212 (5905), p.7，2016年9月
4. “モンゴル語学者 塩谷茂樹が語る”，サンサル・ケーブルテレビ，2015年9月
5. “モンゴル語文法の諸問題と言葉の乱れについて語る”，モンゴルテレビ「今朝」，2015年9月
6. “モンゴル語教育について語る”，モンゴルテレビ「今朝」，2015年8月
7. “モンゴルのことばとなぜなぜ話 親子で学べる楽しい児童書”　，読売新聞，2014年12月
8. “初級モンゴル語練習問題集”，朝日新聞，2011年9月
9. “モンゴル語ことわざ用法辞典”，朝日新聞，2006年3月
10. “初級モンゴル語”，朝日新聞，2001年7月
11. “草原のむかし話　日本で”，オラーンバータル紙（モンゴル），1996年2月
12. “モンゴル民話集め絵本に”，北国新聞，1995年10月
13. “絵本で分かるモンゴルの国”，北陸中日新聞，1995年8月
14. “日本のこどもたちにモンゴルの絵本”，毎日新聞，1995年8月